# Tut
Tut là một huyện thuộc tỉnh Adıyaman, Thổ Nhĩ Kỳ. Huyện có diện tích 487 km² và dân số thời điểm năm 2007 là 11798 người, mật độ 24 người/km².